# Fetish generation
Fetish generation er en dansk dokumentarfilm fra 1995 med instruktion og manuskript af Steen Schapiro.

## Handling
Et overflødighedshorn af seksuelle fantasier og sensuelle designs, fra det sublime til det ekstreme, fra gummi-stuepigeuniformer til aftenkjoler af metal... denne eksperimentelle dokumentarvideo blander intime interviews med provokerende modeshows og tegner et portræt af en af tidens vigtigste og mest følsomme subkulturelle bevægelser: Fetish Generationen.